# Adenan Satem
Adenan Satem (Kuching, 27 gennaio 1944 – Kota Samarahan, 11 gennaio 2017) è stato un politico malese.
Ha ricoperto la carica di Primo Ministro del Sarawak dal marzo 2014 alla morte, avvenuta nel gennaio 2017. Nello stesso periodo è stato presidente del partito PBB (Pesaka Bumiputera Bersatu), di ispirazione nazional-conservatrice. Inoltre è stato membro del Parlamento malese per il Batang Sadong nel periodo 2004-2008 e dell'Sarawak State Assembly dal 1979 al 2006.